# 哀公 (鄭)
哀公（あいこう、生年不詳 - 紀元前455年）は、春秋時代の鄭の君主。姓は姫、名は易。

## 生涯
鄭の声公の子として生まれた。紀元前463年、声公が死去し、子の哀公が鄭公として即位した。紀元前455年、哀公は殺害され、声公の弟の共公が擁立された。